# 9179 Satchmo
9179 Satchmo è un asteroide della fascia principale. Scoperto nel 1991, presenta un'orbita caratterizzata da un semiasse maggiore pari a 2,9811819 UA e da un'eccentricità di 0,1200413, inclinata di 11,08531° rispetto all'eclittica.